# Pražský Rallysprint
Pražský Rallysprint je automobilová soutěž, jejíž první start se uskutečnil v roce 1995. Soutěž se koná každoročně jako tečka za soutěžní sezonou, jezdí se vždy v Praze v oblastech Radotína, Zbraslavi, Chuchelského dostihového závodiště a Strahova, resp. Stadionu Strahov. Tratě v Radotíně a ve Zbraslavi bývají užívány i pro závody do vrchu - například šampionát Edda Cup. Rekordmanem v počtu vítězství je Václav Pech který zvítězil 10×.

## Seznam vítězů

### Vítězové
| #  | Název soutěže               | Rok             | Jezdec                                          | Vůz                        | Centrum soutěže |
| -- | --------------------------- | --------------- | ----------------------------------------------- | -------------------------- | --------------- |
| 1  | Pražský Rallysprint         | 1995            | Stanislav Chovanec                              | Ford Escort RS Cosworth    | Praha           |
| 2  | Pražský Rallysprint         | 1996            | Stanislav Chovanec                              | Ford Escort RS Cosworth    | Praha           |
| 3  | Pražský Rallysprint         | 1997            | Stanislav Chovanec                              | Ford Escort RS Cosworth    | Praha           |
| 4  | Pražský Rallysprint         | 1998            | Pavel Koutný                                    | Ford Escort RS Cosworth    | Praha           |
| 5  | Pražský Rallysprint         | 1999            | Ladislav Křeček                                 | Ford Escort RS Cosworth    | Praha           |
| 6  | Pražský Rallysprint Benzina | 2000            | Tomáš Hrdinka                                   | Subaru Impreza S5 WRC '98  | Praha           |
| 7  | Pražský Rallysprint         | 2001            | Václav Pech                                     | Toyota Corolla WRC         | Praha           |
| 8  | Pražský Rallysprint         | 2002            | Václav Pech                                     | Ford Focus RS WRC '01      | Praha           |
| 9  | Pražský Rallysprint         | 2003            | Tomáš Enge                                      | Ford Focus RS WRC '01      | Praha           |
| 10 | Pražský Rallysprint         | 2004            | Václav Pech                                     | Ford Focus RS WRC '02      | Praha           |
| 11 | Pražský Rallysprint         | 2005            | Václav Pech                                     | Ford Focus RS WRC '02      | Praha           |
| 12 | TipCars Pražský Rallysprint | 2006            | Václav Pech                                     | Toyota Corolla WRC         | Praha           |
| 13 | TipCars Pražský Rallysprint | 2007            | Karel Trněný                                    | Škoda Fabia WRC            | Praha           |
| 14 | TipCars Pražský Rallysprint | 2008            | Soutěž byla ukončena po tragické havárii v RZ2. |                            | Praha           |
| 15 | TipCars Pražský Rallysprint | 2009            | Václav Pech                                     | Škoda Fabia WRC            | Praha           |
| 16 | TipCars Pražský Rallysprint | 2010            | Václav Pech                                     | Škoda Fabia WRC            | Praha           |
| 17 | TipCars Pražský Rallysprint | 2011            | Václav Pech                                     | Mini John Cooper Works WRC | Praha           |
| 18 | TipCars Pražský Rallysprint | 2012            | Soutěž zrušena z rozhodnutí Svazu rally.        |                            | Praha           |
| 19 | TipCars Pražský Rallysprint | 2013            | Václav Pech                                     | Mini John Cooper Works WRC | Praha           |
| 20 | TipCars Pražský Rallysprint | 2014            | Václav Pech                                     | Mini John Cooper Works WRC | Praha           |
| 21 | TipCars Pražský Rallysprint | 2015            | Jaroslav Melichárek                             | Ford Fiesta RS WRC         | Praha           |
| 22 | TipCars Pražský Rallysprint | 2016            | Tomáš Kostka                                    | Ford Focus RS WRC '06      | Praha           |
| 23 | TipCars Pražský Rallysprint | 2017            | Jan Dohnal                                      | Ford Fiesta WRC            | Praha           |
| 24 | TipCars Pražský Rallysprint | 2018            | Martin Koči                                     | Škoda Fabia R5             | Praha           |
| 25 | TipCars Pražský Rallysprint | 2019            | Jan Černý                                       | Škoda Fabia R5             | Praha           |
|    | TipCars Pražský Rallysprint | 2020            | Zrušeno kvůli vládním omezením                  |                            | Praha           |
|    | TipCars Pražský Rallysprint | 2021            | Zrušeno kvůli vládním omezením                  |                            | Praha           |
| 26 | TipCars Pražský Rallysprint | 2022 - jarní    | Petr Semerád                                    | Škoda Fabia Rally2 evo     | Praha           |
| 27 | TipCars Pražský Rallysprint | 2022 - podzimní | Jan Dohnal                                      | Ford Fiesta WRC            | Praha           |